# Jason Lee
Jason Michael Lee (Huntington Beach (Californië), 25 april 1970) is een Amerikaans film- en televisieacteur en voormalig professioneel skateboarder. Hij werd voor zijn hoofdrol in My Name Is Earl zowel in 2006 als 2007 genomineerd voor een Golden Globe. Met zijn bijrol in Chasing Amy won hij een Independent Spirit Award.
Aan het eind van de jaren 1980 en het begin van de jaren 1990 was Lee nog een professioneel skateboarder. Nu wordt hij gezien als een van de personen die van groot belang is geweest voor het skateboarden, naast Rodney Mullen, Daewon Song, Natas Kaupas en Mark Gonzales.
Lee's eerste grote filmrol was in de cultfilm van Kevin Smith; Mallrats. Hij werd een goede vriend van Smith en verscheen in meer van zijn films. Van 2005 tot 2009 speelde hij de hoofdrol in de sitcom My Name Is Earl, waarin hij een lijst met zonden probeert goed te maken om weer beter karma te krijgen.
Lee trouwde in juli 2008 met het Turkse model Ceren Alkaç, met wie hij een maand later een dochter kreeg. Alkaç is geboren en getogen in Australië, maar heeft een dubbele nationaliteit. Lee was van 1995 tot en met 2001 al eens getrouwd met actrice Carmen Llywelyn. Daarnaast was hij ook al vader van een zoon die hij in 2003 kreeg met ex-verloofde Beth Riesgraf, eveneens actrice.

## Filmografie
| Jaar | Titel                                       | Rol                          |
| ---- | ------------------------------------------- | ---------------------------- |
| 2015 | Alvin and the Chipmunks: The Road Chip      | Dave (David) Seville         |
| 2013 | Disney Infinity                             | Buddy Pine / Syndrome (stem) |
| 2011 | Alvin and the Chipmunks: Chipwrecked        | Dave (David) Seville         |
| 2010 | Skate 3                                     | Coach Frank (stem)           |
| 2009 | Alvin and the Chipmunks: The Squeakquel     | Dave (David) Seville         |
| 2007 | Underdog                                    | Underdog/Schoenpoets (stem)  |
| 2007 | Alvin and the Chipmunks                     | Dave (David) Seville         |
| 2005 | Jack-Jack Attack                            | Buddy Pine / Syndrome (stem) |
| 2005 | Drop Dead Sexy                              | Frank                        |
| 2005 | My name is Earl                             | Earl Hickey                  |
| 2005 | The Ballad of Jack and Rose                 | Gray                         |
| 2004 | The Incredibles                             | Buddy Pine / Syndrome (stem) |
| 2004 | Sonic Youth Video Dose (televisiefilm)      |                              |
| 2004 | Jersey Girl                                 | PR-man nummer 1              |
| 2003 | I Love Your Work                            | Dishevelled Man              |
| 2003 | Dreamcatcher                                | Joe 'Beaver' Clarenden       |
| 2003 | A Guy Thing                                 | Paul Coleman                 |
| 2002 | Stealing Harvard                            | John Plummer                 |
| 2002 | Big Trouble                                 | Puggy                        |
| 2001 | Vanilla Sky                                 | Brian Shelby                 |
| 2001 | Jay and Silent Bob Strike Back              | Brodie Bruce/Banky Edwards   |
| 2001 | Heartbreakers                               | Jack Withrowe                |
| 2000 | Almost Famous                               | Jeff Bebe                    |
| 1999 | Mumford                                     | Skip Skipperton              |
| 1998 | Dogma                                       | Azrael                       |
| 1998 | Enemy of the State                          | Daniel Leon Zavitz           |
| 1998 | American Cuisine                            | Loren Collins                |
| 1998 | Kissing a Fool                              | Jay Murphy                   |
| 1997 | A Better Place                              | Dennis Pepper/Steve          |
| 1997 | Weapons of Mass Distraction (televisiefilm) | Phillip Messenger            |
| 1997 | Chasing Amy                                 | Banky Edwards                |
| 1996 | Drawing Flies                               | Donner                       |
| 1995 | Mallrats                                    | Brodie Bruce                 |
| 1993 | Mi Vida Loca                                |                              |